# Lakeview (Oregon)
Lakeview è una città degli Stati Uniti d'America situata nell'Oregon, nella Contea di Lake, della quale è anche il capoluogo.